# Шумська міська територіальна громада
Шумська міська громада — територіальна громада в Україні, у Кременецькому районі Тернопільської области. Адміністративний центр — м. Шумськ.
Площа громади — 632,4 км², населення — 24 763 осіб (2022).

## Відомості
Утворена 24 липня 2015 року шляхом об'єднання Шумської міської ради та Андрушівської, Биковецької, Боложівської, Бриківської, Жолобківської, Залісцівської, Іловицької, Кордишівської, Літовищенської, Онишковецької, Потуторівської, Рохманівської, Соснівської, Стіжоцької, Суразької, Тилявської, Угорської, Шумбарської сільських рад Шумського району.
25 жовтня 2015 року відбулися перші місцеві вибори в статусі громади.
12 жовтня 2016 року відбулося відкриття Центру надання адміністративних послуг Шумської міської ради, на якому був присутній Віце-прем'єр-міністр — Міністр регіонального розвитку, будівництва та житлово-комунального господарства Генадій Зубко.
19 липня 2020 року громада увійшла до складу новоутвореного Кременецького району.
З 01 січня 2021 року до Шумської громади доєдналися ще 4 сільські ради (8 населених пунктів): Васьківці, Кути, Малі Садки, Вілія, Новосілка, Тетильківці, Людвище, Цеценівка.

## Населені пункти
У складі громади 1 місто (Шумськ) і 43 села:
- Андрушівка
- Антонівці
- Башківці
- Биківці
- Бірки
- Боложівка
- Бриків
- Васьківці
- Велика Іловиця
- Вілія
- Жолобки
- Забара
- Залісці
- Залужжя
- Коновиця
- Кордишів
- Круголець
- Кути
- Кутянка
- Літовище
- Людвище
- Мала Іловиця
- Малі Садки
- Мирове
- Новосілка
- Новостав
- Обич
- Одерадівка
- Онишківці
- Переморівка
- Потуторів
- Рохманів
- Руська Гута
- Соснівка
- Сошище
- Стіжок
- Сураж
- Тетильківці
- Тилявка
- Угорськ
- Ходаки
- Цеценівка
- Шумбар